# Nikos Veis
Nikos Veis, ausführliche Namensform Nikolaos Athanasiou Veis, auch in der Transkription Bees (griechisch Νίκος Βέης oder Νίκος Αθανασίου Βέης, * zwischen 1882 und 1887 in Megalopoli oder Tripoli; † 12. Oktober 1958 in Athen) war ein griechischer Byzantinist und Neogräzist sowie Politiker.

## Leben
Die Angaben zum Datum der Geburt variieren zwischen 1882 und 1887, diejenigen zum Ort der Geburt zwischen Megalopolis und Tripolis. Der Vater, den er im Alter von neun Jahren verlor, war Lehrer für Philologie in Tripoli. Seine Mutter war Evgenia Petropoulou. Er hatte zwei ältere Brüder, Agis und Konstantinos. Agis studierte Medizin und ließ sich in Ägypten nieder, während Konstantinos denselben Weg einschlug wie Nikolaos und ebenso Hochschullehrer in Athen und Mitglied der Akademie von Athen wurde. 1892 zog die Familie nach Athen um, wo Nikos das Varvakeio besuchte. Schon als Schüler zeigte Veis Interesse an der Paläographie und der Kodikologie und war kaum achtzehnjährig freiwillig in der Handschriftenabteilung der Nationalbibliothek und im Epigraphischen Museum tätig.
1901 begann er sein Studium der Philologie an der Universität Athen. Von dieser Zeit an bereiste er die Peloponnes auf der Suche nach Archivmaterial und veröffentlichte seine ersten Arbeiten in den Zeitschriften Numas (Νουμάς) und Panathenaia (Παναθήναια). Er beschäftigte sich auch mit der volkstümlichen Dichtung, mit der Sigillographie, mit der Katalogisierung und der Beschreibung von Handschriften und Inschriften. 1908 wurde er an der Universität Athen promoviert. Er veröffentlichte Studien zu Inschriften, Handschriften und Kodizes verschiedener Klöster sowie zur volkstümlichen Überlieferung und zu ethnographischen Themen.
Von 1908 bis 1909 hielt er sich in den Meteora-Klöstern auf und beschäftigte sich mit deren Handschriften und Kodizes. Seine Arbeiten veröffentlichte er in der Zeitschrift Byzantis (Βυζαντίς), der Zeitschrift der Gesellschaft für Byzantinistik, zu deren Gründungsmitgliedern er zählte. Unter dem Einfluss sozialistischen Gedankenguts kandidierte er 1910 als Abgeordneter für den Bezirk Karditsa, Trikala und Kalambaka für die Volks- und Arbeiterpartei (Λαϊκό και Εργατικό Κόμμα), wurde aber nicht gewählt.
1911 ging er zum Zweck eines Aufbaustudiums nach Deutschland und ließ sich in Berlin nieder, wo er bis 1925 blieb und byzantinische Philologie lehrte. Dort lernte er neben deutschen Gelehrten auch den griechischen Politiker Alexandros Svolos kennen. Von 1920 an gab er die Byzantinisch–Neugriechischen Jahrbücher heraus.
1925 wurde er auf den Lehrstuhl für mittelalterliche und neugriechische Philologie der Universität Athen berufen und kehrte nach Griechenland zurück. 1929 und 1932 kandidierte er wiederum als Abgeordneter für das Parlament. 1935 wurde er während der Metaxas-Diktatur aus politischen Gründen aus der Universität entlassen, im folgenden Jahr jedoch auf Forderung seiner Studenten hin wieder eingestellt. Bei Beginn des Zweiten Weltkriegs in Griechenland ging er an die Front in Nordepirus in die Gegend von Argyrokastro, wo er Bedeutendes für die Rettung des griechischen Kulturerbes leistete, indem er Inschriften und Handschriften von Argyrokastro und den Klöstern von Nordepirus lokalisierte, studierte und beschrieb. 1941 wurde er dafür zum Mitglied der Akademie von Athen gewählt.
Nach der Befreiung Griechenlands war er in der Politik aktiv, wurde 1946 jedoch aufgrund seiner politischen Aktivität endgültig aus der Universität entlassen. Von 1945 bis 1947 war er wieder in den Meteora-Klöstern aktiv. 1950 kandidierte er erneut, diesmal für die sozialistische Partei von Alexandros Svolos, und wurde zum Abgeordneten für Athen gewählt. Von 1948 bis 1952 war er Vorsitzender der Gesellschaft griechischer Schriftsteller (Εταιρεία Ελλήνων Λογοτεχνών).
Zu seinen Schülern zählte Linos Politis. Für seine Arbeiten zum kulturellen Erbe der Meteora-Klöster wurde er zum Mitglied der Bayerischen Akademie der Wissenschaften gewählt.

## Schriften (Auswahl)
- Η Τρίπολις προ του δεκάτου εβδόμου αιώνος. Εκ της τυπογραφίας Π. Δ. Σακελλαρίου, εν Αθήναις 1907. – („Tripoli vor dem siebzehnten Jahrhundert“)
- Die Inschriftenaufzeichnung des Kodex Sinaiticus Graecus 508 (976) und die Maria-Spilästissa-Klosterkirche bei Sille (Lykaonien) … / mit Exkursen zur Geschichte der Seldchkiden-Türken. Berlin, Wilmersdorf 1922.
- Der französisch-mittelgriechische Ritterroman "Imberios und Margarona" und die Gründungssage des Daphniklosters bei Athen. Verlag der Byzantinisch-neugriechischen Jahrbücher, Berlin, Wilmersdorf 1924
- Τραγούδια και μοιρολόγια Γιώργου Ν. Καλαματιανού. Με κρίσεις των κ.κ. Νίκου Βέη και Ι. Ζερβού. Αριστ. Ν. Μαυρίδης, Athen 1931. – („Lieder und Moirologien des Georgios N. Kalamatianos“)
- Corpus der griechisch-christlichen Inschriften von Hellas. Band I: Die griechisch-christlichen Inschriften des Peloponnesos. Lieferung: Isthmos-Korinthos.  Christlich-archäologische Gesellschaft, Athen 1941; Nachdruck Ares Publishers, Chicago 1978.

Postume Veröffentlichungen
- Τα Χειρόγραφα των Μετεώρων. – („Die Handschriften der Meteora“)
  - Τόμος Α: Κατάλογος περιγραφικός των χειρογράφων κωδίκων των αποκείμενων εις τας μονάς των Μετεώρων. Εκδιδόμενος εκ των καταλοιπών Νίκου Α. Βέη. Centre de recherches médiévales et néo-helléniques (Akademie von Athen), Athen 1967. – („Band 1: Deskriptiver Katalog der Handschriftenkodizes in den Klöstern der Meteora. Aus dem Nachlass von Nikos A. Veis herausgegeben“)
  - Τόμος Β: Τα Χειρόγραφα της Μονής Βαρλαάμ. Εκδιδόμενος εκ των καταλοιπών Νίκου Α. Βέη. Akademie von Athen, Athen 1984. – („Band 2: Die Handschriften des Klosters Varlaam. Aus dem Nachlass von Nikos A. Veis herausgegeben“)
- Chronicon Monembasiae. A study of its sources and its value as a historical source. With introduction, notes and commentary in modern Greek by Nikos A. Bees. Ares Publishers, Chicago 1979.